# Punta Cornour
La Punta Cornour, detta anche Punta Cournour, è una montagna delle Alpi Cozie alta 2.868 m, situata lungo lo spartiacque tra la val Germanasca e la val Pellice.

## Caratteristiche

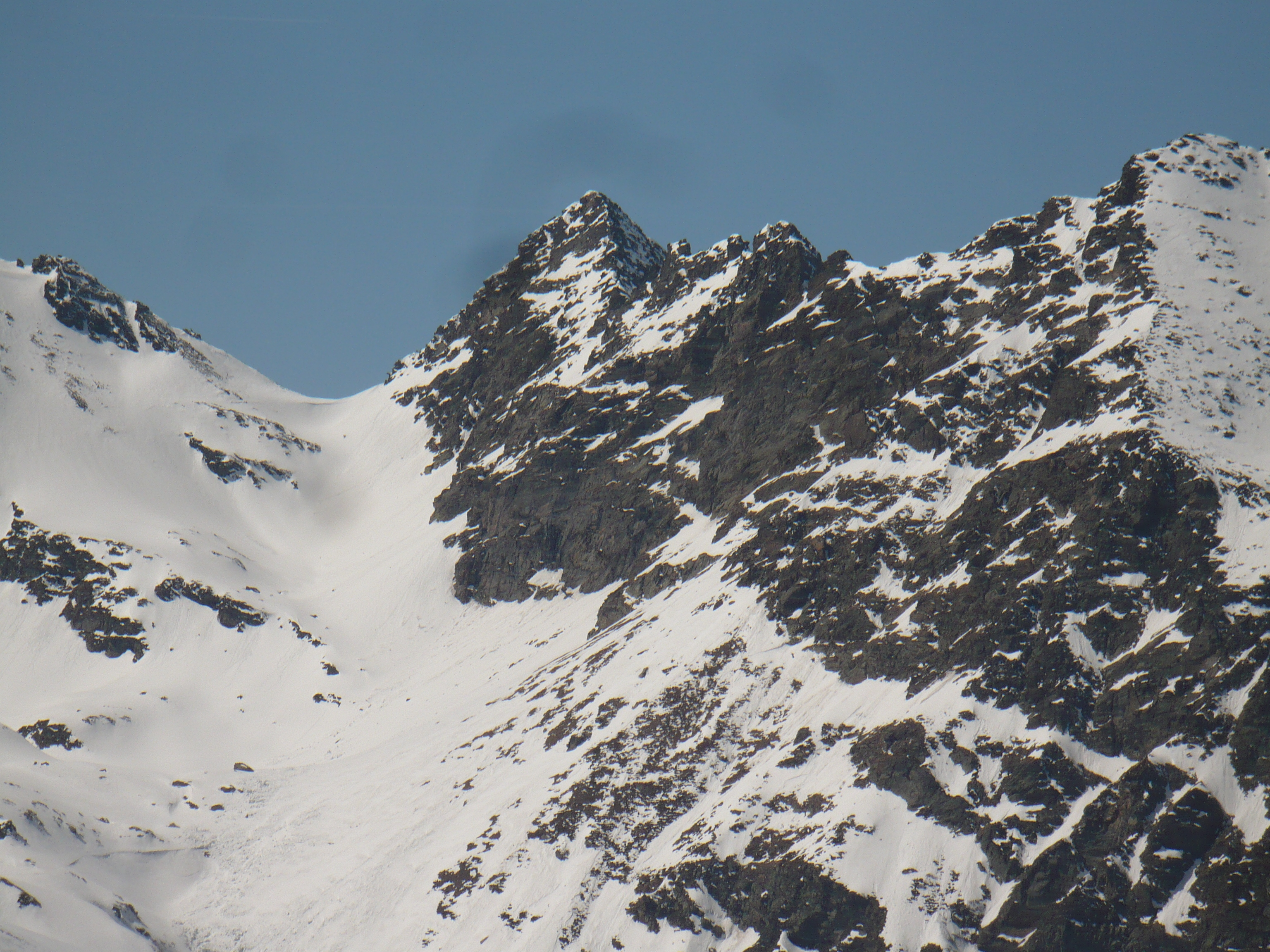
La montagna vista dal Grand Truc

È un evidente picco dello spartiacque principale tra le valli Germanasca e Pellice, ben visibile anche dalla pianura. La cresta principale si sviluppa da SO a NE; dalla vetta dirama inoltre una cresta secondaria diretta verso S. La vetta si trova sul confine di tre territori comunali: Prali in Val Germanasca, Bobbio Pellice e Villar Pellice in Val Pellice. Il versante S-E, in comune di Villar Pellice, è costituito da pareti rocciose piuttosto scoscese, mentre gli altri versanti sono costituiti da pendii detritici più o meno inclinati. Dalla parte della val Germanasca domina l'Altipiano dei 13 Laghi.
Dal punto di vista geologico, la montagna appartiene alla serie del massiccio Dora-Maira, ed è costituita da gneiss minuti e micascisti, con lenti di gneiss occhiadini e scisti grafitici, risalente al periodo pre-Triassico. Sulla vetta della montagna su un pilastrino in ferro a sezione triangolare è collocato il punto geodetico della rete primaria IGM denominato 067905 Punta Cornour.

## Ascensione alla vetta

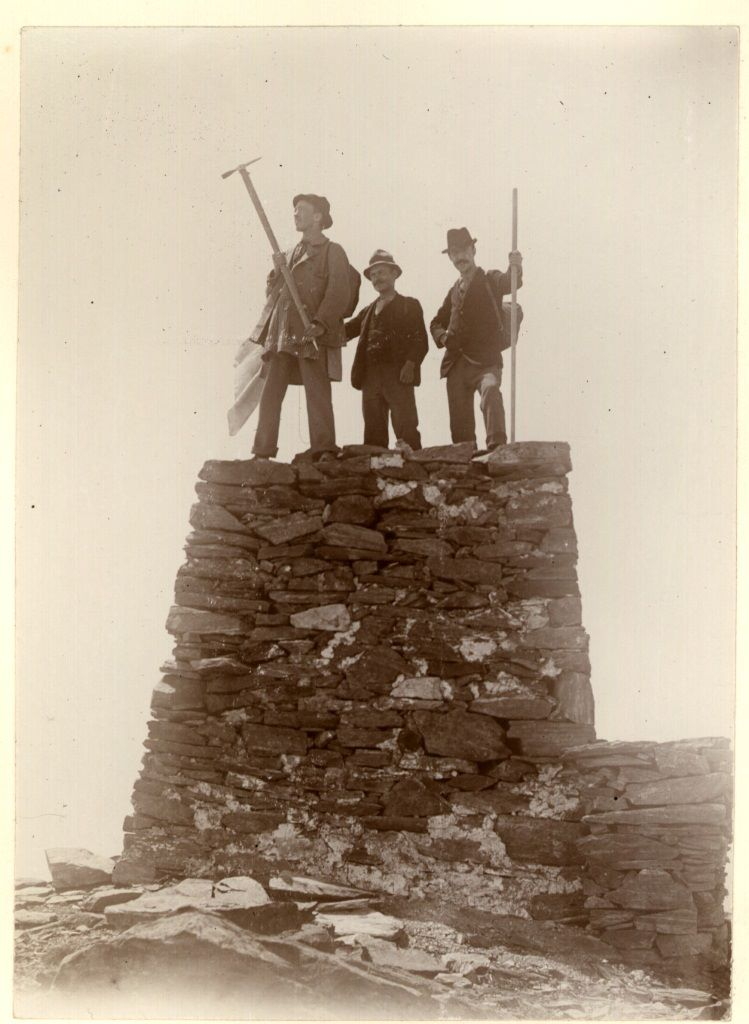
Tre escursionisti in vetta a inizio XX secolo (foto M.Gabinio)

### Via normale
La via normale si sviluppa lungo la cresta nord-orientale. L'itinerario di accesso parte dalla frazione Ghigo di Prali, presso la stazione della Seggiovia dei 13 Laghi; da qui si risale per sentiero verso il Vallone dei 13 Laghi. Quivi giunti, si prosegue seguendo le indicazioni per la Punta Cialancia; in corrispondenza del bivio per il Lago Rametta, si piega a destra su mulattiera verso il Lago Nero; a questo punto, una traccia di sentiero conduce in cresta. Si segue la traccia verso SO, passando in parte in cresta, in parte poco sotto, e si raggiunge la vetta. È possibile utilizzare la seggiovia nel primo tratto per abbreviare il percorso.